# Rhynchospora gigantea
Rhynchospora gigantea là loài thực vật có hoa trong họ Cói. Loài này được Link miêu tả khoa học đầu tiên năm 1820.